# Hillrose
Hillrose – miasto w Stanach Zjednoczonych, w stanie Kolorado, w hrabstwie Morgan.